# Marc Brys
Marc Brys (ur. 10 maja 1962 w Antwerpii) – belgijski piłkarz, a następnie trener piłkarski. Od 2020 jest trenerem klubu Oud-Heverlee Leuven.

## Kariera piłkarska
W swojej karierze piłkarskiej Brys grał w takich klubach jak: KFCO Wilrijk (1978-1993), SC Merksem (1993-1994), ponownie KFCO Wilrijk (1994-1997) i SV Willebroek (1997-1998).

## Kariera trenerska
Po zakończeniu kariery piłkarskiej Brys został trenerem. W latach 1998–2001 prowadził KLSK Londerzeel, a w latach 2001-2003 - Berchem Sport, z którym w 2002 roku wygrał rozgrywki czwartej, a w 2003 roku trzeciej ligi.
W 2003 roku Brys został zatrudniony w pierwszoligowym Germinalu Beerschot. W 2005 roku doprowadził klub do zwycięstwa 2:1 nad Club Brugge w finale Pucharu Belgii. W sezonie 2005/2006 prowadził Germinal w Pucharze UEFA, jednak odpadł w pierwszej rundzie po serii rzutów karnych z Olympique Marsylia.
W 2006 roku Brys prowadził KMSK Deinze, a w latach 2006-2007 - ponownie Germinal Beerschot. W 2007 roku był trenerem Excelsioru Mouscron. Następnie prowadził holenderskie FC Eindhoven (2008-2009) i FC Den Bosch (2009-2010). W latach 2010–2012 był trenerem KV Mechelen. Następnie kolejno pracował w: saudyjskich Al Faisaly FC (2012-2013), Al Raed FC (2014), Najran SC (2014) i ponownie Al Raed FC (2014-2015) oraz rodzimych Beerschot Wilrijk (2016-2018) i Sint-Truidense VV (2018-2019). W 2020 zatrudniono go w OH Leuven.